# Élection présidentielle moldave de 1996
Une élection présidentielle se tient en Moldavie les 17 novembre et 1er décembre 1996. Il s'agit de la dernière élection présidentielle dans le pays au suffrage universel direct jusqu'en 2016. En effet, la réforme constitutionnelle moldave de 2000 a mené à l'élection du président de la République par le Parlement. La décision de la Cour constitutionnelle du 4 mars 2016 déclare cette réforme inconstitutionnelle.